# Mùa Phục Sinh

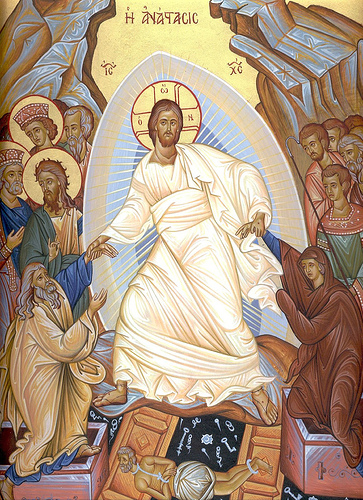
Biểu tượng Chính thống giáo của sự phục sinh của Chúa Giêsu

Mùa Phục Sinh (tiếng Anh: Easter) là một mùa trong Năm phụng vụ của Kitô giáo tiếp nối sau Mùa Chay. Mùa Phục Sinh kéo dài năm mươi ngày tương đương với bảy tuần bắt đầu từ Chúa Nhật Phục Sinh đến hết Chúa Nhật Lễ Chúa Thánh Thần Hiện Xuống.
Ngày thứ bốn mươi tính từ sau ngày Lễ Phục Sinh thì có ngày lễ Chúa Giêsu lên trời (tức Lễ Chúa Thăng Thiên rơi vào ngày Thứ năm) nhưng thường được dời vào ngày Chúa Nhật kế tiếp (tức Chúa Nhật thứ bảy của mùa Phục Sinh). Ngày thứ năm mươi tính từ sau ngày Lễ Phục Sinh gọi là ngày Lễ Ngũ Tuần kỉ niệm Chúa Thánh Thần hiện xuống theo Tân Ước, ngày này cũng được coi là ngày khai sinh ra Giáo hội Công giáo.